# Rio Blajovăț
O Rio Blajovăţ é um rio da Romênia afluente do Rio Cladova, localizado no distrito de Timiş.